# Bataille d'Andéramboukane (2012)
Pour les articles homonymes, voir Bataille d'Andéramboukane.
Guerre du Mali
Batailles
La bataille d'Andéramboukane se déroule lors de la guerre du Mali. Le 26 janvier 2012 la ville est prise par les forces rebelles du Mouvement national pour la libération de l'Azawad (MNLA).

## Déroulement
Le 26 janvier 2012, la ville est attaquée par les rebelles du MNLA.
Dans son communiqué, le MNLA affirme qu'après trois heures de combat, ses combattants ont fait prisonnier la majorité des soldats maliens, dont un lieutenant et un adjudant-chef. Il affirme en outre s'être emparé de trois véhicules blindés et de munition. Le vendredi 27 janvier, le mouvement indépendantiste déclare également n'avoir eu que 10 blessés depuis le début des combats, dont quatre à Ménaka, deux à Aguel'hoc et deux autres à Tessalit, à la suite d'un accident.